# Uraci
Els Uraci o Duraci (en grec: Urakoi ) eren un poble celta poc conegut de la Ibèria preromana que habitava a l'est dels Vaccaei i els Carpetani, ocupant el sud de Sòria, el nord de Guadalajara i l'oest de Saragossa des del segle iv aC.
Poc se sap d'aques poble, ja que hi ha molt poca informació.

La Península Ibèrica al segle III aC.

## Orígens
D'origen mixt il·líric i gal, aquest últim possiblement relacionat amb els rauracis helvètics, els uracis van emigrar a la península Ibèrica cap al segle iv aC durant la migració celta.

## Ubicació
Els Uraci van assentar la meseta oriental i els vessants meridionals de les muntanyes del Sistema Ibèric Central entre els rius Duero superior i Henares superior, sent veïns dels Carpetani. La seva capital era la ciutat de Lutiaca (Luzaga ? – Guadalajara; Ceca celtibèrica: Lutiacos/Louitiscos ); també controlaven les estratègiques poblacions de Cortona (Medinacelli – Sòria), Segontia (Sigüenza – Guadalajara) i Arcobriga (Monreal de Ariza – Saragossa).

## Cultura
Se suposa que els Uraci parlaven una llengua Q-celta i les proves arqueològiques mostren que la seva cultura material diferia poc de la dels celtibers.

## Història
Obligats a convertir-se en clients dels poderosos Arevaci cap a finals del segle IV o principis del segle III aC, els Uraci estaven certament obligats a prestar ajuda militar als seus patrons durant la major part del segle II aC, però quin paper van tenir en la Segona Guerra Púnica i Els conflictes posteriors amb Roma encara no estan clars. Al voltant de l'any 92 aC, els uraci van començar a enderrocar el domini d'Arevaci, molt plausiblement per instigació romana, sent recompensats amb la ciutat de Numància dels derrotats Pellendones per ajudar els romans a suprimir els aixecaments antiromans de principis del segle I aC a Celtibèria (el IV Celtiber). guerra). No obstant això, van recuperar la seva independència només per un breu període al final de les guerres sertorianes l'any 72 aC, després de les quals van ser inclosos com a aliats romans a la Celtibèria meridional pacificada.